# Monument aux martyrs politiques

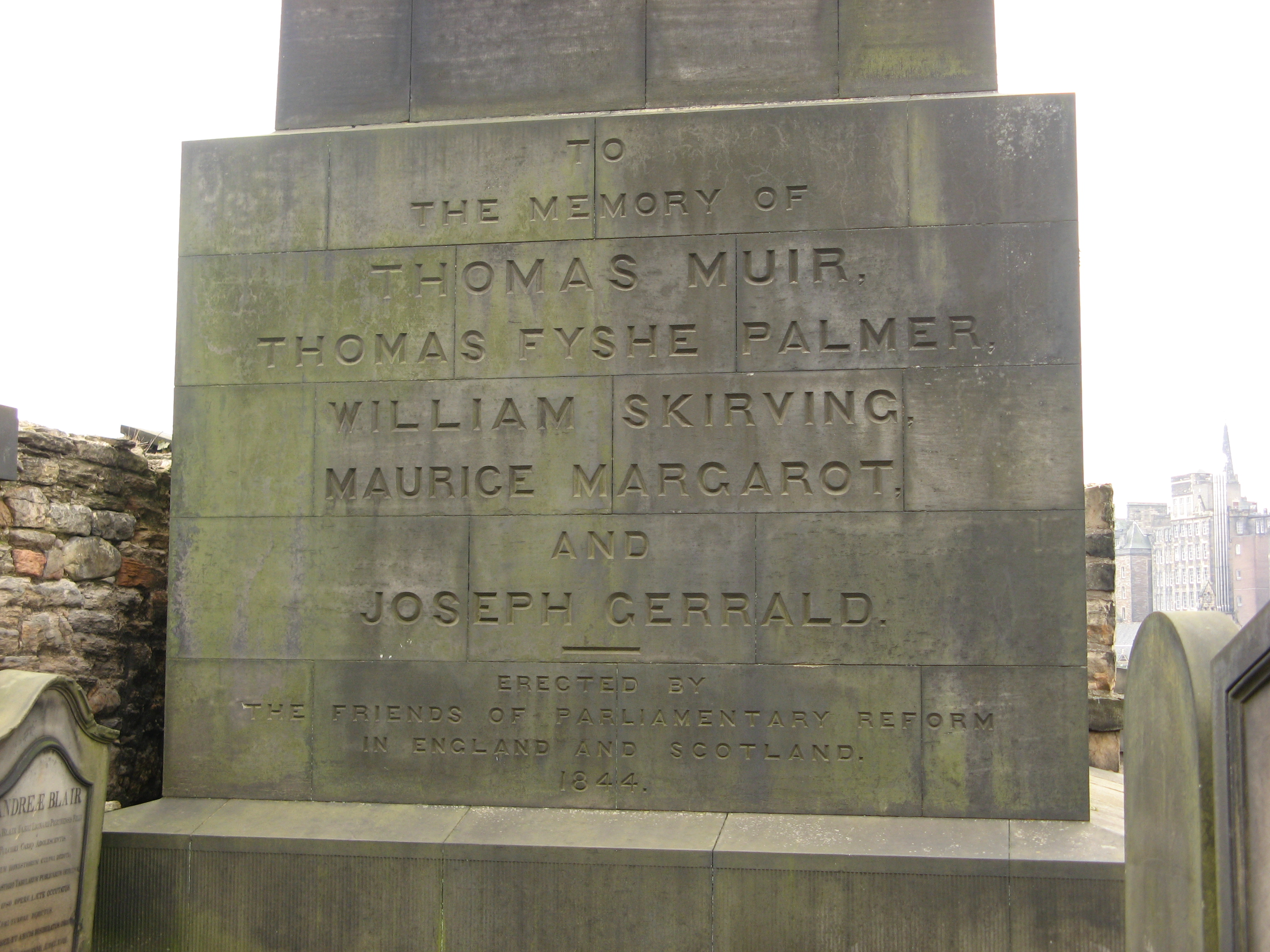
Détail de l'inscription.

Le Monument aux martyrs politiques, situé dans l'ancien cimetière de Calton sur Calton Hill, à Édimbourg, commémore cinq réformistes politiques de la fin du XVIIIe et du début du XIXe siècle. C'est un obélisque de 27 mètres de hauteur sur un piédestal carré, entièrement construit en blocs de grès taillé. Faisant partie du cimetière, il est inscrit sur la liste des monuments classés au Royaume-Uni le 16 avril 1966.

## Inscriptions
Sur le monument est inscrit sur un côté :
À 

la mémoire de 

Thomas Muir 

Thomas Fyshe Palmer 

William Skirving 

Maurice Margarot 

et

Joseph Gerrald

Érigé par les Amis de la réforme parlementaire 

en Angleterre et en Écosse. 

1844

## Histoire du monument

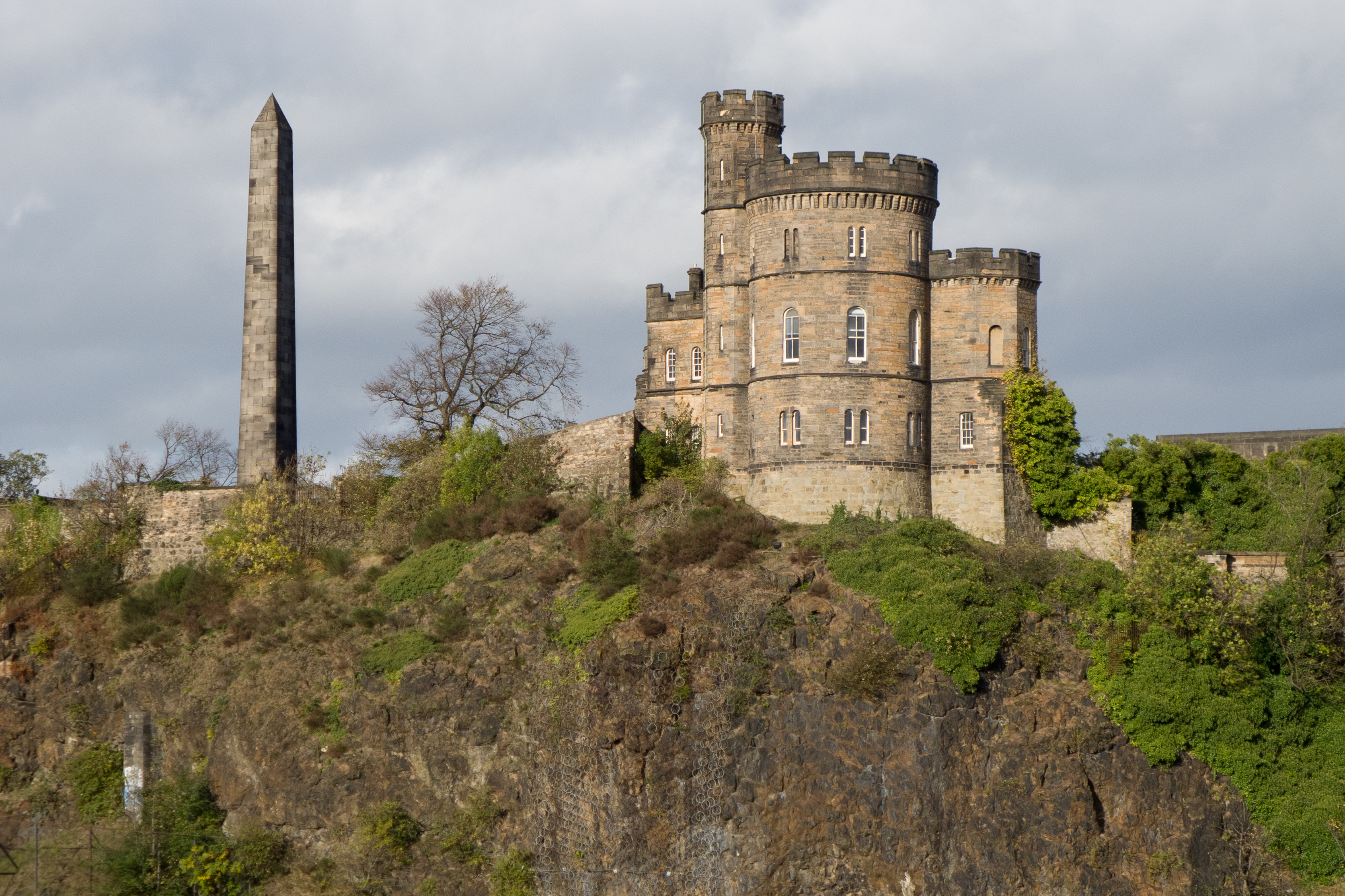
Calton Hill vue de loin

En 1837, le politicien radical Joseph Hume lance un plan pour ériger un monument aux cinq hommes. Il préside un comité à Londres pour augmenter les souscriptions publiques en faveur du monument et s'install à Édimbourg. Cette année-là, l'éditeur William Tait sollicite en leur nom le Lord Provost d'Édimbourg  pour obtenir l’octroi d'un terrain sur Calton Hill à cette fin.  
Hume pose la première pierre le 21 août 1844, et 3 000 personnes sont réunies pour l'occasion. Le cimetière d'Old Calton et d'autres parties de Calton Hill abritent un certain nombre d'autres monuments et mémoriaux. Le monument a été conçu par l'architecte écossais Thomas Hamilton (en), qui est également responsable d'un certain nombre d'autres projets sur Calton Hill, notamment l'ancien bâtiment du Royal High School et le Burns Monument. 
En février 1852, Hume entreprend la construction d'un second monument, au cimetière de Nunhead à Londres, d'une hauteur de 10 m.
Le monument bénéficie de l'inscription sur la liste des monuments classés au Royaume-Uni le 16 avril 1966.